# Asociación Interciencia de Alberta
La Asociación Inter-Ciencia de Alberta es una organización canadiense sin fines de lucro con sede en 
Edmonton, Alberta. Fue fundada en el año 2009. La Asociación Inter Ciencia de Alberta tiene diferentes 
programas para acomodar a adultos, jóvenes y niños.

## Proyectos para jóvenes

### Centro de Educación Ruso de Edmonton
Centro de Educación Ruso de Edmonton
El Centro de Educación Ruso de Edmonton fue fundado en julio de 2010. El centro es mantenido por 
miembros voluntarios de la comunidad y profesores titulados. Uno de los objetivos principales de este 
centro es preservar la lengua y cultura en la comunidad rusa, también promoverla en la comunidad 
multicultural canadiense. En este centro los estudiantes no solo aprenden la lengua y cultura Rusa sino 
que también aprenden algo de la literatura e historia Rusa.  La escuela está acreditada oficialmente para
la enseñanza de la lengua Rusa.  Algunos estudiantes continúan sus estudios después del grado 12 en
los cursos de verano de la University of Washington, en donde estudian la lengua, cultura y
tecnología en ruso. En esta universidad los estudiantes pueden leer y estudiar los escritos de Aleksandr Pushkin, Nikolái Gógol, Antón Chéjov, Korney Chukovsky, Aleksandr Vampilov, etc.

### Premio Duque de Edimburgo
La Asociación Inter-Ciencia de Alberta coordina un grupo de jóvenes (entre los 14 a 25 años) 
quienes están registrados como participantes en el Programa de Premios del Duque de 
Edimburgo. En este programa participan escuelas, colegios universidades, clubes juveniles, 
iglesias, cadetes del ejército, aviación y navales, Boys Scouts y Girls Guides, como también 
clubes de hockey. A muchos jóvenes, miembros de la Asociación Inter-Ciencia de Alberta se les 
han otorgado Medallas de Bronce, Plata y Oro como premios del Duque de Edimburgo.

### Baile de Johann Strauss
Desde el año 2007 los miembros de la Asociación Inter-Ciencia de Alberta han participado en el 
baile de Gala de la Fundación Johann Strauss, organización que ayuda y promueve a los músicos 
que quieren continuar sus estudios de música en Austria. Esta es una noche inolvidable de 
deliciosas comidas, excelente música y bailes de salón. ¡La Asociación Inter-Ciencia de Alberta 
está encantada de apoyar una fundación tan valiosa que enriquece a la comunidad de 
Edmonton!

### Voluntariado
Los miembros de la Asociación Inter-Ciencia de Alberta regularmente ofrecen sus servicios en 
forma voluntaria en escuelas acreditadas del idioma ruso en Edmonton y participan en muchas 
actividades de la Asociación como actividades familiares, celebraciones especiales. Fuera de 
eso, también hacen voluntariado en la Universidad de Alberta, Royal Alberta Museum, en el 
centro para el arte TIMMS, Teatro Citadel, festival de verano Fringe en Edmonton, etc. La 
Asociación Inter-Ciencia de Alberta está buscando voluntarios excepcionales que quieran 
compartir sus talentos y conocimientos para ayudar a otros a desarrollar todo su potencial en 
nuestra sociedad.

## Ecología

### Plantas nativas de Alberta
Junto con Lillian Osborne High School (LOHS) la asociación mantiene un jardín de plantas nativas de 
Alberta.El jardín LOHS de plantas nativas fue inaugurado el 9 de junio de 2010 con el objetivo de
promover el conocimiento, cultivo, conservación y protección de éstas a través de la educación, 
preparación de proyectos de investigación y conservación. A partir del año 2012, el Jardín de Plantas
Nativas (LOHS) tiene cerca de 1000 especies de diferentes plantas. También se encuentran búhos, 
conejos y otros tipos de animales atraídos por la flora del jardín. Esta flora y fauna es muy útil para los 
estudiantes en varias materias. La Asociación Inter-Ciencia de Alberta también publicó en su sitio
Web las instrucciones básicas para aquellas personas que les gustaría crear su propio jardín nativo. Con el fin de proporcionar a los alumnos los conocimientos básicos sobre las plantas nativas y la 
importancia de su conservación la Asociación Inter Ciencia de Alberta organizó el campamento de 
verano Inter Ciencia en Semilla en Rock Bed Bank Farm y más tarde participó en un proyecto de 
paisajismo que tuvo lugar en una de las comunidades de Edmonton.

## Museos y Bibliotecas

### El museo del Deporte
La sección del deporte del Museo de Inter-Ciencia en Alberta está dedicada a la legendaria serie 
de hockey “1972 Canadá – Unión Soviética” y que fue inaugurada en el año 2012 para 
conmemorar el 40 aniversario de este famoso partido.

### Museo virtual de Nikolay Zelinsky
Este es el museo virtual dedicado al famoso químico ruso, Nikolay Zelinsky quien fuera el 
inventor de la máscara de gas. Este museo se comenzó en el año 2014 como parte de la
celebración del centenario de la Primera Guerra Mundial. La colección comprende libros, fotos 
y videos relacionados con N.D. Zelinsky y su familia, como así también enlaces Web a los 
museos en Moscú y Tiraspol de Zelinsky. Este museo virtual se crea y desarrolla en colaboración 
con la Fundación Zelinsky.

### Trajes nacionales
ALa Asociación Inter-Ciencia de Alberta mantiene, en forma permanente una exposición de trajes 
tradicionales rusos y armenios.

### Bibliotecas
La biblioteca de la Asociación Inter-Ciencia de Alberta contiene más de 20.000 artículos, gran parte 
de esta colección en forma digital en doce idiomas, entre ellos, el inglés, francés, ruso, 
ucraniano, búlgaro, etc. También se encuentran libros de historia, cultura, religión, materiales 
de enseñanza, literatura recreativa para adultos y niños.

## Proyectos internacionales

### "Entre Alex y Sasha"
En 2010 Shohei Miyajima de la Universidad de Keio (Japón) llegó a Edmonton para hacer un
documental sobre la Comunidad Rusa en Edmonton. Shohei, fue acogido y ayudado por los
miembros de la Asociación Inter-Ciencia de Alberta; entre los participantes en el documental se 
encuentran personas de la Asociación. El documental “Entre Alex y Sasha” se presentó con 
mucho éxito tanto en Japón como en Canadá. De acuerdo a lo expresado por el
director de cine, "el objetivo principal era cambiar (….) los prejuicios contra inmigrantes
filmando la película en un ambiente sano, rico en cultura y en una comunidad altamente 
educada."

### Día Internacional de la Lengua Materna
El Centro Educacional Ruso participa de la celebración anual del  [[Día Internacional de la Lengua 
Materna]] en Edmonton, como uno de sus organizadores y participantes. En el año 2015 el
alcalde de la ciudad de Edmonton declaró el Día Internacional de la Lengua Materna y Día 
Universal de la Cultura en Edmonton junto con el concejal Amarjeet Sohi.

### Día universal de Cultura
Desde al año 2013 la Asociación Inter-Ciencia de Alberta organiza la celebración del [[Día 
Universal de la Cultura]] (15 de abril – Aniversario del Pacto Roerich) en Edmonton. La 
celebración se efectuó en conjunto con la Sociedad Teosófica de Edmonton. En el año 2015
la Asociación participó en la semana Internacional de la Universidad de Alberta con un 
documental sobre Nicholas Roerich y el Pacto Roerich.

## Educación de Adultos
Otro de los objetivos de la Asociación Inter-Ciencia de Alberta es ayudar a los nuevos 
inmigrantes a adaptarse más rápidamente a la vida canadiense. La Asociación Inter-Ciencia les 
ofrece a los adultos clases de inglés y computación. Este Programa está financiado por la
Asociación Comunidad para el Aprendizaje de Adultos de Edmonton (ECALA) por lo tanto
son gratis para todos los nuevos inmigrantes y ciudadanos canadienses.
Los profesores y miembros de Asociación Inter-Ciencia de Alberta creen que la capacidad de 
entender más de un idioma contribuye a la diversidad de la sociedad, el disfrute personal y el 
mejor entendimiento entre diferentes culturas del mundo.